# Sanana
Sanana é um ilha do arquipélago das Ilhas Molucas, na Indonésia. Faz parte do sub-arquipélago das Ilhas Sula, e tem 558 km² de área, localizando-se a sul de Mangole. Em 2010 tinha 48892 habitantes.
Sanana é também o nome da maior localidade da ilha, onde os neerlandeses construíram o forte Benteng De Verlachting.
O aeroporto de Sanana está ligado a Ternate e Ambon pela companhia Trigana Air Service.
Como era comum nas Molucas nesse momento, Sanana foi palco de graves tensões étnico-religiosas entre muçulmanos e cristãos em 1999.